# Coniostola omistus
Coniostola omistus är en fjärilsart som beskrevs av Diakonoff 1988. Coniostola omistus ingår i släktet Coniostola och familjen vecklare. Inga underarter finns listade i Catalogue of Life.